# Mogens Skytte Christiansen
Mogens Skytte Christiansen  (1918 - 7 de febrero de 1996 ) fue un botánico danés.
Para el público fue conocido por sus numerosas ilustraciones en sus libros sobre flores, gramíneas y criptógamas, escritos en un muy agradable lenguaje. Varios de ellos se tradujeron a otros idiomas. Aunque experto en fanerógamas, cuando arrancó sus estudios en la Universidad de Copenhague, Skytte se enfocó sobre las criptógamas, y también sobre los liquenes daneses.

## Algunas publicaciones
- Christiansen, MS. 1954. Nanostictus, a new genus of scolecosporous Discomycetes. Botanisk Tidsskrift 51: 59-65, 5 figs.
- Christiansen, MS. 1956. A new species of the form-genus Lichenoconium Petr. & Syd. (Fungi Imperfecti), L. xanthoriae sp.n. Friesia 5 (3-5): 212-217, 2 figs.

- Christiansen, MS. 1986. Lichenicolous fungi from the Island of Anholt, Dinamarca. Acta Regiae Societatis Scientiarum et Litterarum Gothoburgensis Botanica 3: 61-68
- Christiansen, MS; C Roux. 1987, publ. 1988. Typification de Verrucaria viridula (Schrad.) Ach. Bulletin de la Société Linnéenne de Provence 39: 107-127
- Christiansen, MS. 1993. Further observations on the association between the lichen Lecanora conizaeoides & its parasites Lichenoconium erodens & L. lecanorae (Sphaeropsidales). Graphis Scripta 5 (1): 18-21
- Christiansen, MS. 1993. Chalara lichenicolan sp. (Deuteromycotina), a lichenicolous hyphomycete from Svalbard. Nordic J. Bot. 13 (3): 309-312

### Libros
- 1979 Grass, Sedges and Rushes in Color. Ed. Blandford Press. 175 pp. ISBN 0-7137-0945-6

- La abreviatura «M.S.Christ.» se emplea para indicar a Mogens Skytte Christiansen como autoridad en la descripción y clasificación científica de los vegetales.[1]